# Volo Sosoliso Airlines 1145
Il volo Sosoliso Airlines 1145 (SO1145/OSL1145) era un volo passeggeri interno tra le città nigeriane di Abuja (ABV) e Port Harcourt (PHC). Verso le 14:08 ora locale (13:08 UTC) del 10 dicembre 2005, il volo 1145 atterrò all'aeroporto internazionale di Port Harcourt. L'aereo, un Douglas DC-9-32 con 109 persone a bordo, si schiantò a terra per poi andare in fiamme. Immediatamente dopo l'incidente, sette sopravvissuti vennero recuperati e portati in ospedale, ma solo due persone sopravvissero.
È stato il secondo disastro aereo avvenuto in Nigeria in meno di tre mesi, dopo il volo Bellview Airlines 210, precipitato il 22 ottobre 2005 per motivi sconosciuti, uccidendo tutte le 117 persone a bordo. Fu il primo e unico incidente mortale della Sosoliso Airlines.

## L'aereo
Il Douglas DC-9-32 era stato prodotto nel 1973. Era dotato di un numero di registrazione nigeriano il 12 giugno 2003, era di proprietà della JAT Airways ed era gestito da Sosoliso Airlines Ltd, che lo chiamò "Rose of Enugu". Il certificato dell'aeromobile venne rilasciato il 17 marzo 2005 e avrebbe dovuto essere sottoposto ad un altro controllo in data 27 giugno 2006. L'aereo era considerato idoneo al volo al momento dell'incidente.

## Passeggeri ed equipaggio
Il comandante si chiamava Benjamin Adekunle Adebayo, un nigeriano di 48 anni con un'esperienza di volo totale di 10 050 ore di cui 1 900 su DC-9. Compì il suo ultimo addestramento al simulatore presso l'Accademia di volo Internazionale Pan Am di Miami il 7 luglio 2005. Il primo ufficiale era Gerad Yakubu Andan, un ghanese di 33 anni con un'esperienza di volo totale di 920 ore, di cui 670 sul DC-9. Terminò il suo ultimo addestramento al simulatore nell'agosto 2005 con un risultato giudicato "soddisfacente".
Dei 102 passeggeri e dei 7 membri dell'equipaggio c'erano solo due sopravvissuti, anche se inizialmente erano sette. Molti passeggeri sopravvissero all'impatto iniziale, ma morirono nell'incendio che ne risultò. Altri morirono per le ferite riportate. L'aeroporto di Port Harcourt aveva un solo camion dei pompieri e nessuna ambulanza. Nessuno dei 7 membri dell'equipaggio sopravvisse allo schianto.
Tra i passeggeri c'erano una sessantina di studenti delle scuole secondarie del Loyola Jesuit College nella regione del territorio della capitale federale della Nigeria. All'inizio gli studenti del Loyola Jesuit College di Port Harcourt viaggiavano tra la scuola e le loro case tramite autobus usando le strade. L'aumento della criminalità lungo le strade durante gli anni '90 indusse i genitori a credere che viaggiare su strada fosse troppo pericoloso. Nel 2001, quando la Sosoliso Airlines iniziò la spola tra Port Harcourt e Abuja cominciarono a far viaggiare i figli in aereo. Dei 60 adolescenti dell'Ignatius Loyola Jesuit College persero la vita in 59, lasciando Kechi Okwuchi l'unica sopravvissuta della sua scuola. Kechi venne curata all'ospedale Milpark di Johannesburg, in Sudafrica, e presso l'ospedale per Bambini Shriners a Galveston, in Texas, Stati Uniti. La donna, in seguito, prese parte alla dodicesima stagione di America's Got Talent nel 2017 come cantante e arrivò fino in finale.
Sul volo erano presenti anche due volontari di Medici Senza Frontiere in viaggio per lavorare a Port Harcourt, Hawah Kamara e Thomas Lamy, così come la televangelista Bimbo Odukoya, predicatrice della Fountain of Life Church, che morì per le ferite il giorno dopo l'incidente. L'assistente personale del pastore Odukoya, Bunmi Amusan (ora Bunmi Adams) sopravvisse all'incidente aereo e si sposò l'anno dopo.

## L'incidente
L'aereo è partito dall'Aeroporto Internazionale Nnamdi Azikiwe di Abuja alle 12:25 pm UTC (Tempo Coordinato Universale). La rotta doveva durare 2 ore e 40 minuti. A circa 90 miglia dall'aeroporto l'aereo contattò il controllo del traffico aereo per l'autorizzazione alla discesa iniziale, ricevendola per quota 160. L'aereo continuò a scendere fino alle 13:00, quando l'equipaggio chiese al controllore di volo le condizioni meteorologiche all'aeroporto. La risposta fu che non c'erano precipitazioni e che esisteva formazione di cumulonembi sparsi. L'equipaggio prese atto del rapporto.
L'aereo continuò il suo percorso di discesa. Il controllo del traffico contattò l'aereo informando i piloti che le precipitazioni si stavano avvicinando all'aeroporto. Il controllore autorizzò dunque il DC-9 all'atterraggio sulla pista 21, ma avvertì il pilota che la pista poteva essere leggermente bagnata, indicando il rischio di aquaplaning. L'equipaggio confermò il messaggio. Incapace di distinguere la pista non illuminata sotto la pioggia, il comandante chiese di poter effettuare una riattaccata (mancato avvicinamento) ad un'altitudine di circa 200 piedi (circa 120 piedi dal suolo). Questa chiamata è stata effettuata circa 100 piedi sotto l'altezza di decisione.
Il DC-9 si schiantò sulla striscia d'erba tra la pista e la via di rullaggio adiacente. A 60 metri dal primo punto di impatto la deriva di coda colpì un canale di scolo in calcestruzzo e l'aereo si disintegrò esplodendo. La cabina di pilotaggio e la fusoliera anteriore si staccarono dal corpo principale e scivolarono lungo la via, creando una scia di rottami lunga 120 metri.

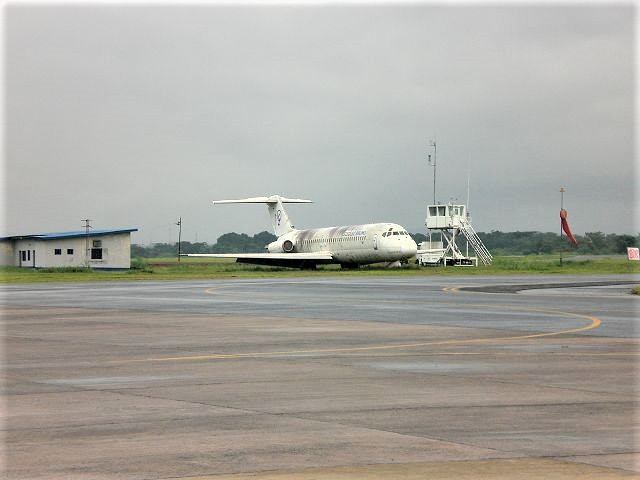
Un DC-9 della Sosoliso all'aeroporto di Enugu.

## Le indagini

### Analisi meteorologica
Il Nigerian Accident Investigation Bureau scoprì che i dati delle immagini satellitari della Boeing Aircraft Company negli Stati Uniti suggerivano che alle 13:00 UTC, un fronte di brezza marina, forse rafforzato da un deflusso, si spingeva verso l'interno nelle vicinanze di Port Harcourt. Il bordo d'attacco del confine, in teoria, avrebbe potuto includere un brusco aumento della velocità del vento e un significativo windshear orizzontale e/o verticale. Probabilmente si sono verificati anche rovesci di pioggia e temporali quando l'aria calda e umida è stata sollevata nell'atmosfera.

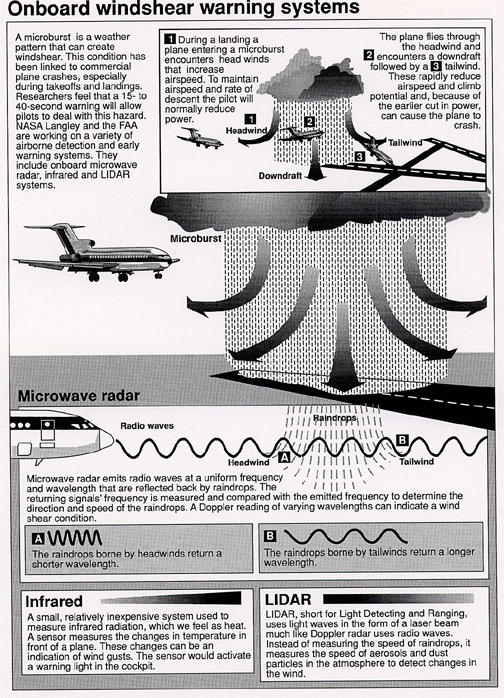
Classico esempio di windshear mentre mette a dura prova un aereo.

I dati dell'Agenzia Meteorologica Nigeriana hanno mostrato che c'è stato un cambiamento nella velocità e nella direzione del vento mentre l'aereo si avvicinava all'aeroporto. Il tempo stava peggiorando rapidamente e la visibilità era limitata. Il cambiamento della velocità e della direzione del vento creò un ambiente perfetto per il windshear verificatosi in aeroporto.

### Analisi delle scatole nere
Anche se il registratore dei dati di volo e il registratore di cabina furono recuperati dagli investigatori, si scoprì che entrambe le scatole nere erano state danneggiate. Il registratore di dati aveva subito dei danni lievi, consentendo agli investigatori di scaricare i file, ma quello di suoni era messo molto peggio. Le bobine coassiali del CVR erano sotto tensione durante il suo normale volo operativo, quando il nastro si è tagliato, lasciando ruotare liberamente la bobina, il che ha provocato il rilascio di nastro aggiuntivo nelle aree di trasporto e di impatto. Si sono verificati alcuni problemi con entrambe le scatole nere, ma i dati sono stati filtrati più volte finché l'audio non è diventato ragionevolmente intellegibile.
In base ai dati dell'FDR si è scoperto che il volo era assolutamente normale fino al suo avvicinamento finale. Trenta secondi prima dell'incidente l'aereo scese per sette secondi stabilizzandosi infine ad un'altitudine di 204 piedi, al di sotto dell'altezza di decisione di 307 piedi, portando il DC-9 a diminuire la velocità a 145 nodi. Pochi secondi dopo ci fu un aumento della velocità a 151 nodi, indicando che l'equipaggio aveva cominciato una riattaccata, tuttavia l'aereo era sceso ben al di sotto dei 204 piedi e si era diretto a sinistra. L'equipaggio non fu in grado di recuperare l'aereo e il registratore smise di funzionare quando la velocità dell'aereo arrivò a 160 nodi.
Dai dati del CVR risulta che 16 secondi prima dello schianto il comandante ordinò una riattaccata e di prepararsi ad estendere il carrello di atterraggio e i flap. Poco dopo si sente un allarme seguito da una voce automatizzata che segnalava "carrello non esteso". Apparentemente, i piloti avevano difficoltà nel vedere la pista e avrebbero dovuto effettuare un mancato avvicinamento all'altezza di decisione di 307 piedi invece di continuare la discesa sotto i 204. I flap furono estesi, così come il carrello, ma quest'ultimo rimase bloccato. L'avvertimento "carrello non esteso" appare di nuovo, seguito da un sistema di allarme di prossimità al suolo.

### Racconto di un testimone oculare
Gli investigatori hanno poi interrogato con un testimone oculare dell'incidente. Questi era una guardia di sicurezza dell'Agenzia per la gestione dello spazio aereo nigeriano (NAMA) di stanza a circa 1 km dalla pista. Ha affermato che le condizioni all'aeroporto erano cieli bui e precipitazioni scarse. Vide arrivare l'aereo e dichiarò che non era molto stabile mentre gli passava sopra la testa. Inoltre riferì che le luci di avvicinamento non erano accese e che ovunque era buio e pioveva (in seguito si venne a sapere che le luci di avvicinamento erano spente a causa della mancanza di gasolio che alimentava i generatori diesel collegati alle stesse luci). Pochi secondi dopo sentì un forte scoppio, con fuoco e fumo molto denso.
Un altro testimone oculare, un pilota della Sosoliso Airlines in partenza per Enugu, riferì anche di condizioni meteorologiche avverse nell'aeroporto. I vigili del fuoco nell'aeroporto arrivati sul luogo dello schianto dichiararono persino che il meteo era peggiorato e li ha costretti a riposizionare le loro attrezzature a causa del vento forte. Ciò implica che l'equipaggio del DC-9 non era preparato ad eseguire un mancato avvicinamento all'altezza di decisione mentre l'aereo scendeva al di sotto della stessa. Apparentemente, i piloti non seguirono la procedura giusta per un mancato avvicinamento. Anche se riuscirono a riprendere il controllo perso per colpa del windshear, la procedura adottata dall'equipaggio era inappropriata.

### Conclusione
Il Nigeria Accident Investigation Bureau concluse che la probabile causa dell'incidente era dovuta alla decisione dell'equipaggio di continuare l'avvicinamento oltre l'altezza di decisione pur senza vedere la pista. Le condizioni meteorologiche avverse furono elencate come un fattore contribuente.

## Conseguenze
L'Organizzazione internazionale dell'aviazione civile (ICAO) impone che ogni famiglia di una vittima di incidente aereo abbia diritto a soli 3 milioni di naira o 18.157 dollari americani dalla compagnia aerea. Nel gennaio 2009 Harold Demuren, direttore generale dell'Autorità per l'aviazione civile nigeriana (NCAA), disse che le famiglie delle vittime dell'incidente aereo sarebbero state risarcite e che la Sosoliso aveva già versato 2,3 milioni di dollari in un conto di deposito a garanzia per risarcire le famiglie.
Il Papa Benedetto XVI ha inviato le sue personali condoglianze alle famiglie delle vittime e ha offerto preghiere per i soccorritori giunti sul luogo dell'incidente.

### Eredità
Andy e Ify Ilabor, i genitori delle vittime Chuka, Nkem e Busonma "Buso" Ilabor, hanno avviato una fondazione chiamata Ilabor Angels per assistere gli orfani e le vittime dell'AIDS.
Il Loyola Jesuit College ha dedicato una sala commemorativa agli studenti defunti. È anche stato creato un club per discutere e riflettere sulle questioni interne alla Nigeria, e la scuola ha fondato il Jesuit Memorial College nel 2013 e la Loyola Academy nel 2014 concentrandosi sul fornire un'istruzione anche alle famiglie a basso reddito.